# Alicia Bridges
Pour les articles homonymes, voir Bridges.
Alicia Bridges (née le 15 juillet 1953 à Lawndale en Caroline du Nord) est une chanteuse et auteure-compositrice-interprète américaine.
Elle est connue pour sa chanson I Love the Nightlife, issue de son premier album, Alicia Bridges.

## Biographie

### Vie privée
Alicia Bridges est ouvertement lesbienne.

## Discographie

### Albums
- 1978:  Alicia Bridges (Polydor)
- 1979: Play It as It Lays
- 1984: Hocus Pocus

### Compilations
- 2002: The Collection: I Love the Nightlife
- 2006: This Girl Don't Care
- 2007: Say It Sister
- 2008: Faux Diva